# グーゴルプレックス
グーゴルプレックス (英語: googolplex) とは、数の単位であり、1グーゴルプレックスは10の1グーゴル乗 (101googol)、すなわち10の10の100乗乗 (1010100) である。1グーゴルプレックスは1の後に0を1グーゴル個つけることによって表される整数である。
グーゴルプレックスの次の単位はグーゴルプレックスプレックス（グーゴルデュプレックス）で
1グーゴルプレックスプレックスは101googolplexで、すなわち10の(10の(10の100乗)乗)乗 (101010100) である。
グーゴルは1920年に誕生したもので、アメリカの数学者エドワード・カスナーの当時9歳の甥ミルトン・シロッタ (Milton Sirotta) による造語である。その後、シロッタは「1の後に疲れるまで0を書いた数」としてグーゴルプレックスを提案した。カスナーは「人によっていつ疲れるかという時間は異なる。プリモ・カルネラは持久力があるというだけでアルベルト・アインシュタインよりも良い数学者だということにはならない」として、これに正確な定義を与えた。
グーゴルは1079から1081と推定される観測可能な宇宙の全原子数や、8×1060と推定されるビッグバンから今までの時間をプランク時間単位で表した数よりも大きい。逆に、ビッグバンから今までの全ての時間における観測可能な宇宙の全原子の状態を1つずつとして考えると、約8×10140となりグーゴルより遥かに大きくなる。
1グーゴルプレックスは10n′進表記 (n′は10100の約数)では1の後に(1グーゴル/n′)個の0が続く数であるため、十進法以下で全てを書き下すのは、たとえ観測可能な宇宙の物質を紙とインクに変えても不可能である。TeXの1ポイントのフォントは0.3514598mmとほとんど読めないくらい小さいが、この大きさでこの数を書くと、n進表記の場合に{logn10×(3.5×1096)}mの長さになる。観測可能な宇宙の直径は7.4×1026mに過ぎないため、この長さは観測可能な宇宙の直径の{logn10×(4.7×1069)}倍にあたる。もし1秒に2文字の数字を書ける人がこの数を書き下すとすると、現在の宇宙の年齢の{logn10×(1.1×1082)}倍の時間が必要となる。
なお、宇宙の大きさについては、無限大も含めて諸説あり、インフレーション後の宇宙の大きさとして出された物理学者レオナルド・サスキンドによる解の一つは、101010122m以上であり、これは10の1グーゴルプレックス乗光年よりも遥かに巨大である。
現実の世界ではグーゴルプレックスの値の例となるものを探すのは難しい。ドン・ページは、量子状態やブラックホールの世界では「太陽ほどの質量のブラックホールで情報が本当に失われるかどうかを実験的に確かめるとすると、ブラックホールが蒸発した後に101076.96倍の大きさが必要である」と述べている。別の論文では、アンドロメダ銀河ほどの質量のブラックホールの状態量は1グーゴルプレックス程度であるとも述べている。
純粋数学では、グーゴルプレックスはクヌースの矢印表記や多角形表記、コンウェイのチェーン表記などの方法で表される巨大数ほど大きくはないが 3↑↑4 や 10↑↑3 よりも大きい。もっと単純に、例えば
{\displaystyle 10^{10^{10^{10^{10^{10}}}}}}
などと書くだけで容易にグーゴルプレックスよりも大きい数を表すことができる。これは別の表記法で 610 や 10↑↑6 、 10[4]6 、そして 10→6→2 、またハイパーE表記で　E100#2　と書くことができる。また、グーゴルプレックスや10の1グーゴルプレックス乗（グーゴルプレックスプレックスあるいはグーゴルデュプレックス）も単純な指数表記でそれぞれ 10^10^100 や 10^10^10^100 と書くことができる。このようにグーゴルプレックスは累乗を用いれば簡単に表すことができて、巨大数を表す他の表示法によっても表せる。

## 表記
グーゴルプレックスを表すにはいくつか等価な表記がある。
| 名称                     | 表記 |
| ------------------------ | --- |
| クヌースの矢印表記       | {\displaystyle 10\uparrow 10\uparrow 100} |
| コンウェイのチェーン表記 | {\displaystyle 10\rightarrow (10\rightarrow 100)} |
| ハイパー演算表記         | {\displaystyle 10[3]10[3]100,~H_{3}\left(10,H_{3}(10,100)\right)} {\displaystyle \operatorname {hyper} \left(10,3,\operatorname {hyper} (10,3,100)\right),~\operatorname {hyper3} \left(10,\operatorname {hyper3} (10,100)\right)} |
| バウアーズの配列表記     | {\displaystyle \lbrace 10,\lbrace 10,100,1\rbrace ,1\rbrace } |
| 反復指数表記             | {\displaystyle \exp _{10}^{1}\left({10}^{100}\right)} |

## その他
- カリフォルニア州サンタクララ郡マウンテンビューにあるGoogleの本社の愛称「Googleplex」はグーゴルプレックスにちなむ。
- アメリカ合衆国のバンドClutchは2002年に「Live at the Googolplex」というタイトルのアルバムをリリースした。
- 映画「バック・トゥ・ザ・フューチャー PART3」では、恋人を失ったエメット・ブラウン博士が「100万人に1人、10億人に1人、いや1グーゴルプレックス人に1人の女だった (One in a googolplex.)」と嘆くシーンがある。